# Commission scolaire des Samares
 (septembre 2020).
Pour les raisons suivantes :
- Les commissions scolaires québécoises étaient une forme de gouvernement local composé de commissaires élus et disposant de pouvoirs de taxation. Leur admissibilité dans Wikipédia est bien établie.
- Par contre, les centres de service scolaires sont plutôt des centres administratifs relevant du ministère de l'Éducation. Leur mode de gestion et leurs pouvoirs sont différents de ceux des commissions scolaires. Leur admissibilité selon les critères de Wikipédia n'a pas encore été démontrée.
- Vu leur nature différente, les éventuels articles sur les centres de services scolaires devraient être distincts de ceux des commissions scolaires, et non des renommages de ceux-ci.
- Les contributeurs sont invités à discuter de ce sujet sur Discussion Projet:Québec.

La Commission scolaire des Samares est une ancienne commission scolaire québécoise. Elle est abolie le 15 juin 2020, et remplacée par un Centre de services scolaire francophone de la région Lanaudière au Québec, Canada. Le centre a son siège à Saint-Félix-de-Valois.

## Histoire
Constituée en 1998 par la fusion des commissions scolaires Berthier-Nord-Joli, Des Cascades-l’Achigan, de l’Industrie et d'une partie de la commission scolaire de Le Gardeur, la commission scolaire des Samares est dissoute en juin 2020, à l'instar de toutes les commissions scolaires francophones du Québec.